# 杜尚·巴斯塔
杜尚·巴斯塔（發音：[dǔʃan bǎsta]；1984年8月18日—），是一名塞尔维亚足球运动员，司职后卫，曾经效力于意大利足球甲级联赛球队拉齐奥。他曾经代表塞黑国家队参加2006年世界杯足球赛。

## 俱乐部生涯
巴斯塔在13岁加入贝尔格莱德红星青训体系，17岁时和球队签订第一份职业合同。2002年8月18日，他在18岁生日当天贝尔格莱德红星0比1不敌尼克希奇的比赛中上演职业生涯首秀。2003年夏季，他被租借到乌布耶丁斯特沃一个赛季。2004年回到贝尔格莱德红星后，他逐渐成长为球队主力，并帮助红星获得2005–06和2006–07赛季联赛杯赛双冠王。
2008年7月，巴斯塔转会加盟意大利足球甲级联赛球队乌迪内斯。但由于欧盟球员名额限制，他被租借到另一支意大利球队莱切。2009年夏季，他终于正式加盟乌迪内斯。2009年9月23日，他在乌迪内斯1比0击败AC米兰的比赛替补毛利西奥·伊斯拉出场，首次代表乌迪内斯在正式比赛亮相。不过在2010年初，他遭遇重伤，错过了2009/10赛季剩余比赛和2010/11赛季整个赛季的比赛。2011年9月11日，在伤停18个月后，巴斯塔终于回归球场，他在比赛中射进加盟球队的首个进球，帮助球队2比0击败莱切。
2014年6月23日，巴斯塔以550万欧元的身价转投另一支意甲球队拉齐奥。

## 国家队生涯
2005年3月31日，巴斯塔首次代表塞黑国家队出场，对手是西班牙。他入选塞黑队参加2006年世界杯足球赛的23人名单，但未在杯赛中出场。2013年2月6日，他在塞尔维亚3比1击败塞浦路斯的友谊赛中射进国家队首球。

## 榮譽
貝爾格萊德紅星
- 塞爾維亞足球超級聯賽：2005–06, 2006–07
- 塞爾維亞盃：2005–06, 2006–07

拉素
- 義大利超級盃：2017
- 意大利盃：2018–2019